# مذبحة سناغوفو
مذبحة سناغوفو تشير إلى مقتل 36 مدني بوسني مسلم على يد الصرب في 29 أبريل 1992 في قرية سناغوفو الواقعة في بلدية زفورنيك في البوسنة والهرسك. وقعت المجزرة في بداية حرب البوسنة والهرسك.

## الخلفية
كانت سناغوفو من بين أكثر القرى تضررا في بداية حرب البوسنة والهرسك عام 1992. بين أبريل ويونيو 1992 قام الصرب بتطهير القرية عرقيا من سكانها المسلمين البوسنيين.

## الملخص
في 29 أبريل 1992 أسر الصرب مجموعة من 36 مدني بوسني مسلم كانوا يختبئون في الغابة في سناغوفو وأخذوهم إلى مبنى مدرسة في راشيدوف هان داخل سناغوفو. وقتل في المجموع 36 مدني بوسني مسلم من بينهم أطفال ونساء حوامل. تم حرق الجثث في محاولة لإخفاء الجريمة. في 2 مايو 1992 عثر مواطنو سناغوفو على الرفات المحترقة ودفنوها في مكان قريب. وقال أحد السكان «جئنا إلى هذا الموقع وحفرنا قبرا. لكن أثناء الدفن أطلق جيراننا الصرب النار علينا. ثم قمنا بدفنهم (الضحايا) في الظلام».

## نبش المقابر وإعادة الدفن
استخرجت رفات الضحايا من مكان الدفن الأصلي في 16 مارس 2006. في 27 يوليو 2011 تم دفن 21 من الضحايا بشكل لائق في مقبرة مشتركة في مقبرة محلية في سناغوفو بما في ذلك أصغر ضحية مليحة دوغيتش البالغة من العمر ستة أشهر والتي قُتلت بين ذراعي والدتها. كما قُتل والد الفتاة ووالدتها. لم يتم التعرف على معظم الضحايا لأن جثثهم احترقت بشدة.

## المحاكمات
تم القبض على الرائد الصربي زوران يانكوفيتش في 9 مايو 2006. أكدت محكمة البوسنة والهرسك لائحة اتهامه في 8 نوفمبر 2006. ودفع يانكوفيتش بأنه غير مذنب في 24 نوفمبر 2006. بدأت محاكمته في 26 مارس 2007. وصف الناجون نقلهم إلى رشيدوف هان وإطلاق النار عليهم من قبل يانكوفيتش وغيره من الصرب. قال الشهود إن يانكوفيتش قدم نفسه على أنه نسر أبيض وعرض سكين ادعى أنه قتل بها في مذبحة فوكوفار في كرواتيا. كان يانكوفيتش يُحاكم بتهمة قتل 36 شخص وإصابة ثلاثة آخرين في سناغوفو بالإضافة إلى الإبعاد القسري للمدنيين الأسرى في قرى شيهير وما شابه المجاورة في مايو 1992. تمت تبرئته من جرائم ضد الإنسانية في 19 يونيو 2007 لعدم كفاية الأدلة وأفرج عنه.

## الأحداث ذات الصلة
تم الكشف عن سبع مقابر جماعية تحتوي على بقايا هياكل عظمية لـ 156 فرد من ضحايا الإبادة الجماعية في سريبرينيتسا في يوليو 1995 في سناغوفو. تم نقل 156 ضحية إلى «المقابر الثانوية» السبعة في سناغوفو من مواقع الدفن الأصلية حول سريبرينيتشا لإخفاء آثار العمل الوحشي.
من بين المذابح الأخرى قتل ستة أشخاص آخرين في القرية في 22 يوليو 1995.